# Славе Івановський
Славе Івановський (мак. Славе Ивановски, 1922, Галичник — 21 грудня 1944, поблизу Галичника) — македонський партизан та учасник національно-визвольної боротьби.

## Біографія
Початкову школу закінчив у рідному селі. Ще в дитинстві він був змушений боротися за шматок хліба як заробітчанин. Переїхав і жив у Скоп'є, де працював кондитером. У 1944 році призначений кур'єром до 17-ї Македонської ударної бригади. Брав участь в акціях по знищенню балістичних банд.
Брав участь у боях із запеклим ворогом і після визволення Македонії, в одному з тих бойових дій загинув внаслідок потрапляння ворожої кулі 21 грудня 1944 року неподалік від місця народження.